# Rio Gurgueia
O rio Gurgueia é um curso de água do estado do Piauí, no Brasil. É o maior afluente do rio Parnaíba pelo lado direito. Nasce no município de São Gonçalo do Gurgueia e sua extensão total é de cerca de 532 km e apresenta uma declividade média de aproximadamente 2,1 m/km.
O rio Gurgueia é alimentado por poucos afluentes, em geral temporários, o que não impede a regularidade do regime na maior parte da calha principal. Entre os principais afluentes estão os rios Paraim, Curimatá, Fundo, Corrente, Canhoto e Esfolado e os riachos da Tábua e de Santana.
Os postos fluviométricos existentes em Barra do Lance, município de Jerumenha, e Cristino Castro, mostram vazões médias de 6,9 m³/seg e 6,1 m³/seg no trimestre mais seco e vazões médias, respectivamente, de 90,0 m³/seg e 54,0 m³/seg, no trimestre mais chuvoso.
Com base nos dados da estação climatológica de Bom Jesus, pode-se dizer que a região apresenta clima seco a subúmido, megatérmico, com pequeno excesso d’água. A pluviometria média anual é de 1.000 mm. O trimestre mais chuvoso é entre janeiro e março e o mais seco entre julho e setembro. A umidade relativa média anual está em torno de 59,5% a evapotranspiração potencial é de 1.439 mm/ano.
Parte relativamente pequena da bacia é constituída por terrenos cristalinos. Entretanto, na maior parte da área, afloram sedimentos da bacia sedimentar do Parnaíba.
A bacia abrange, total ou parcialmente, 33 municípios: Cristalândia do Piauí, Corrente, Sebastião Barros, Parnaguá, Júlio Borges, Avelino Lopes, Gilbués, Curimatá, São Gonçalo do Gurgueia, Riacho Frio, Redenção do Gurgueia, Morro Cabeça no Tempo, Bom Jesus, Santa Luz, Guaribas, Currais, Cristino Castro, Palmeira do Piauí, Uruçuí, Alvorada do Gurgueia, Manoel Emídio, Colônia do Gurgueia, Pavussu, Bertolínia, Eliseu Martins, Canavieira, Itaueira, Floriano, Sebastião Leal, Landri Sales, Jerumenha, Canto do Buriti e Monte Alegre do Piauí.